# Materia oscura bariónica
La materia oscura bariónica es la materia oscura compuesta por bariones, como son por ejemplo los protones y los neutrones y, en general, cualquier clase de materia oscura que contenga bariones y otras partículas ligadas a ellos. Los candidatos a materia oscura bariónica son los gases no luminosos, los objetos compactos y masivos de los halos galácticos (MACHOs) y las enanas marrones.
La cantidad total de materia oscura bariónica puede ser calculada a partir de la nucleosíntesis del big bang, y las observaciones del fondo de microondas cósmicas.Al igual ambas indican que la cantidad de esta materia es mucho menor que la cantidad total de materia oscura.
En el caso de la nucleosíntesis, el problema es que una gran cantidad de materia normal significa un universo joven muy denso, es decir, una conversión eficiente de materia a helio-4 y menos deuterio restante. Si asumimos que toda la materia oscura del universo está formada por bariones, entonces hay muchísimo más deuterio en el universo. Esto puede resolverse si hubiera alguna manera de generar deuterio, pero se han realizado grandes esfuerzos desde los años 70 con resultado negativo, generalizando la idea de que no puede crearse dicho elemento.
- Datos: Q3851762